# Acronicta rapidan
Acronicta rapidan là một loài bướm đêm trong họ Noctuidae.